# وادي كريان
وادي كريان هو واد في تهامة بلاد بلقرن في محافظة العرضيات تسيل مياهه من جبل راير حتى يرفد وادي يبة غربي قرى الفرش.